# 中国铁路19T型客车

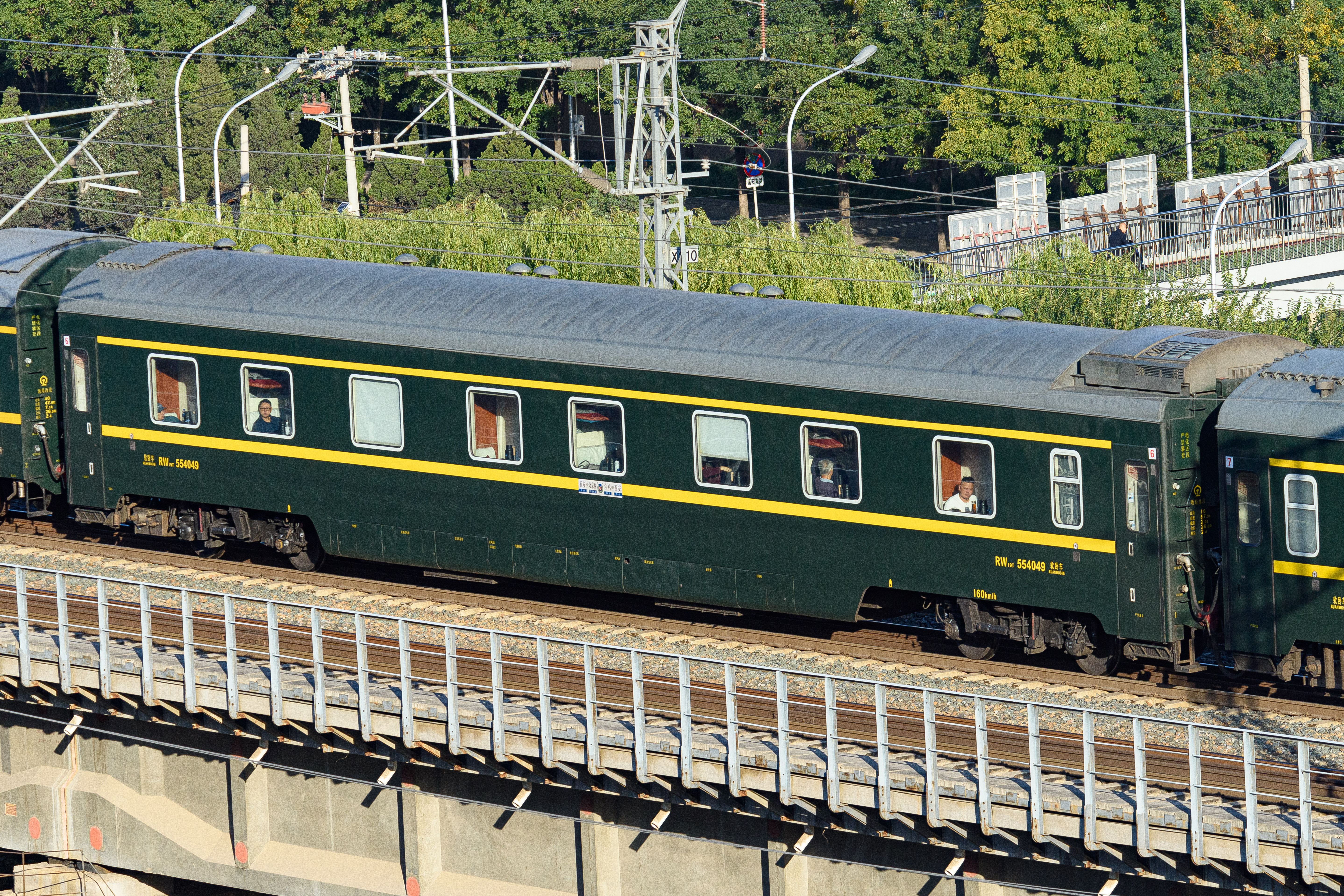
北京西至西安Z43/44次列车编组中的RW19T型客车

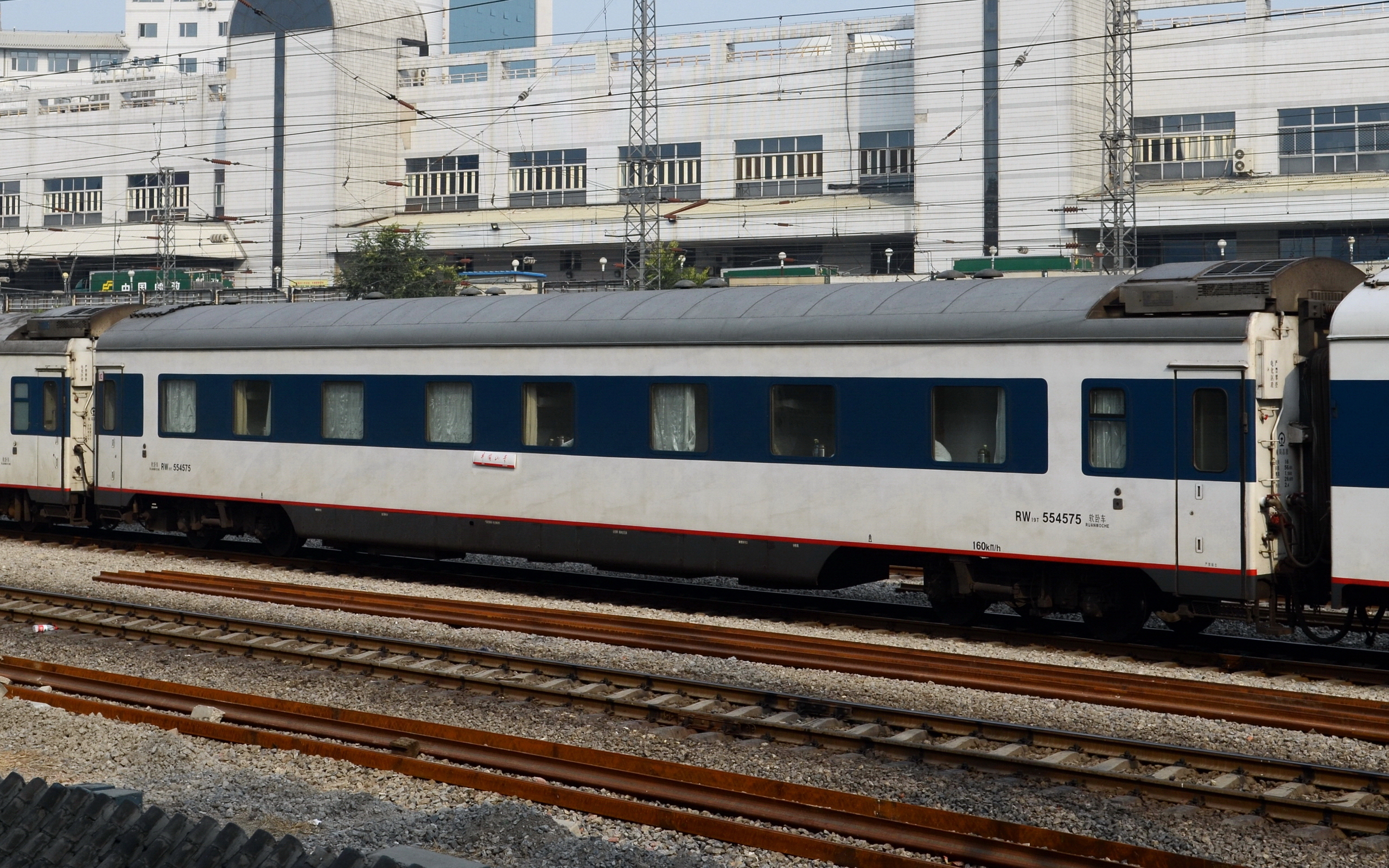
曾经运行北京西至井冈山Z133/134次直达特快列车编组中的RW19T型客车

中国铁路19T型客车是中国国营铁路的一种空调高级软卧铁路客车。

## 概述
19T型客车是25T型客车系列中的一种高级软卧车（车种代码RW），19T型使用的转向架与25T型一样，最大运行速度160km/h。通常有8个双人包厢，包厢内有上下两张卧铺，带沙发座椅、衣柜、影音设备、车内通讯系统、独立卫生间、真空集便器等设施，定员16人。19T型客车车厢标记为“RW19T”，中国铁路爱好者将RW19T型客车简称为“高包”车，即“高级包厢”之意。因其票价比较昂贵，所以产量很少。19T型客车通常编挂于25T型车辆编组中；通常运用于中国国营铁路的直达特快列车或者特快列车为主。另外，部属高级软卧车车身标注为RW25T，并非RW19T。
值得注意的是，中国铁路客车车型中，高级双人卧铺包厢客车大多是用「19型」来定义命名。但19T型客车并不是由用于国际联运的19型客车发展而来，也不是由属于25K型客车系列的19K型客车直接改进而来。RW19T型客车与RW19型客车是两种分属不同铁路客车系列的高级软卧包厢车。19型客车源于国际联运客运列车中的高级卧铺包厢车，属于22型客车的衍生型。19T型客车则属于25T型客车系列。例如，2007年度铁道部招标采购的一批125辆25T型客车的合同当中就包括8辆RW19T型高级软卧车。

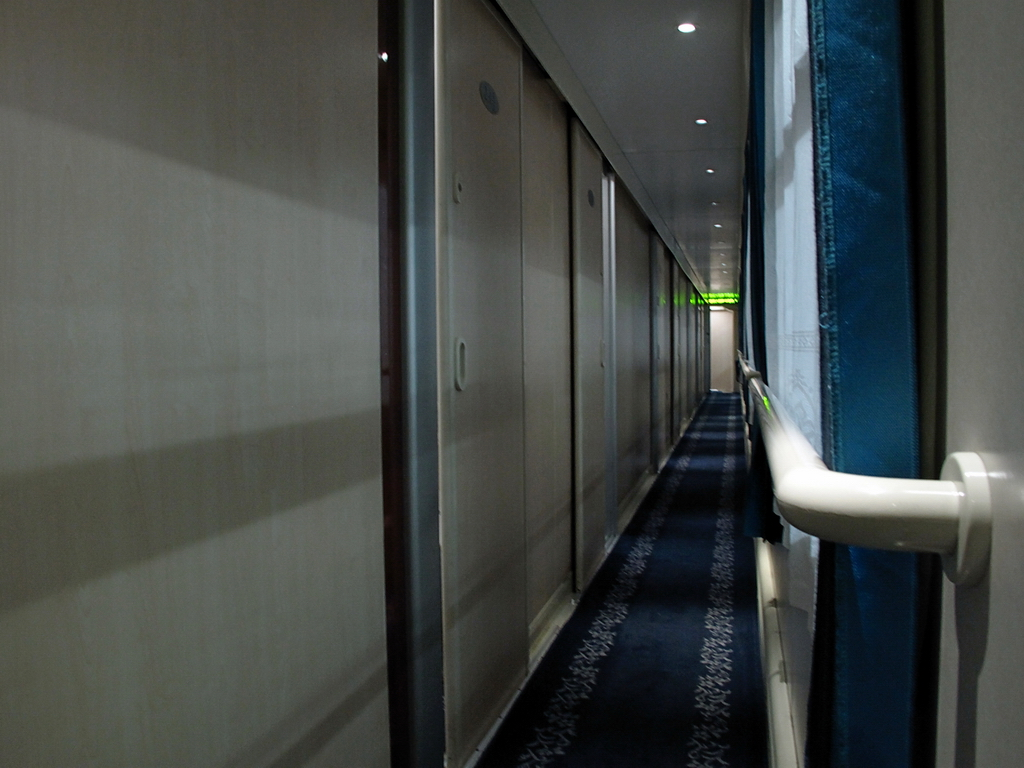
RW19T软卧车内部走廊
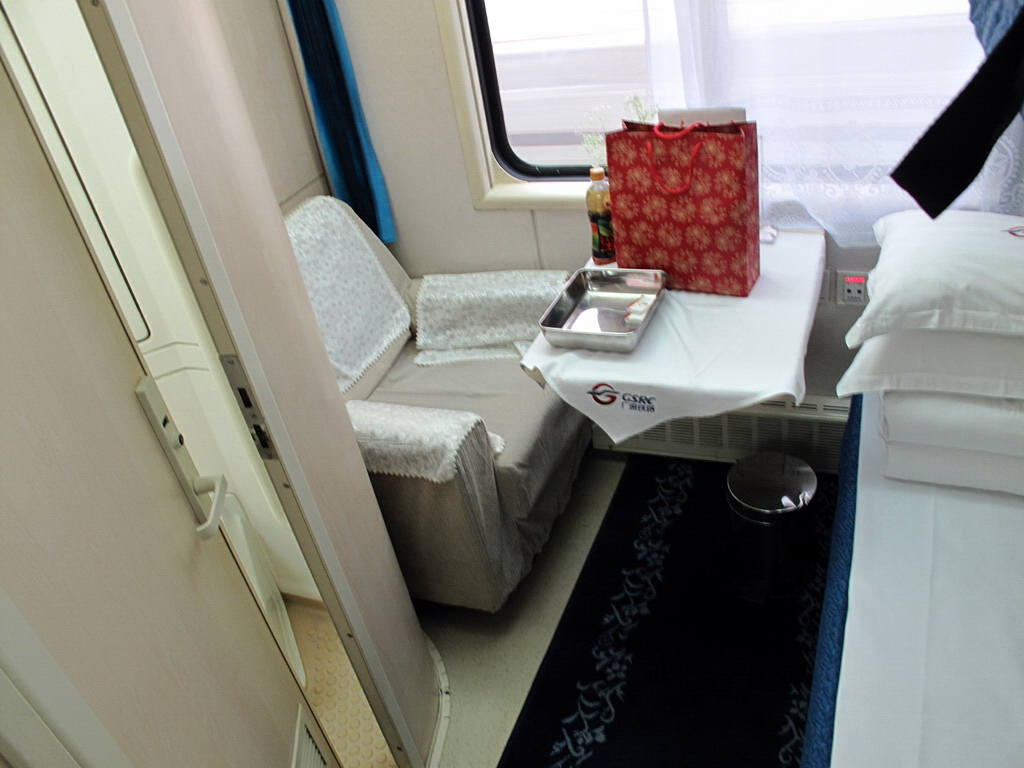
RW19T软卧车包厢内部
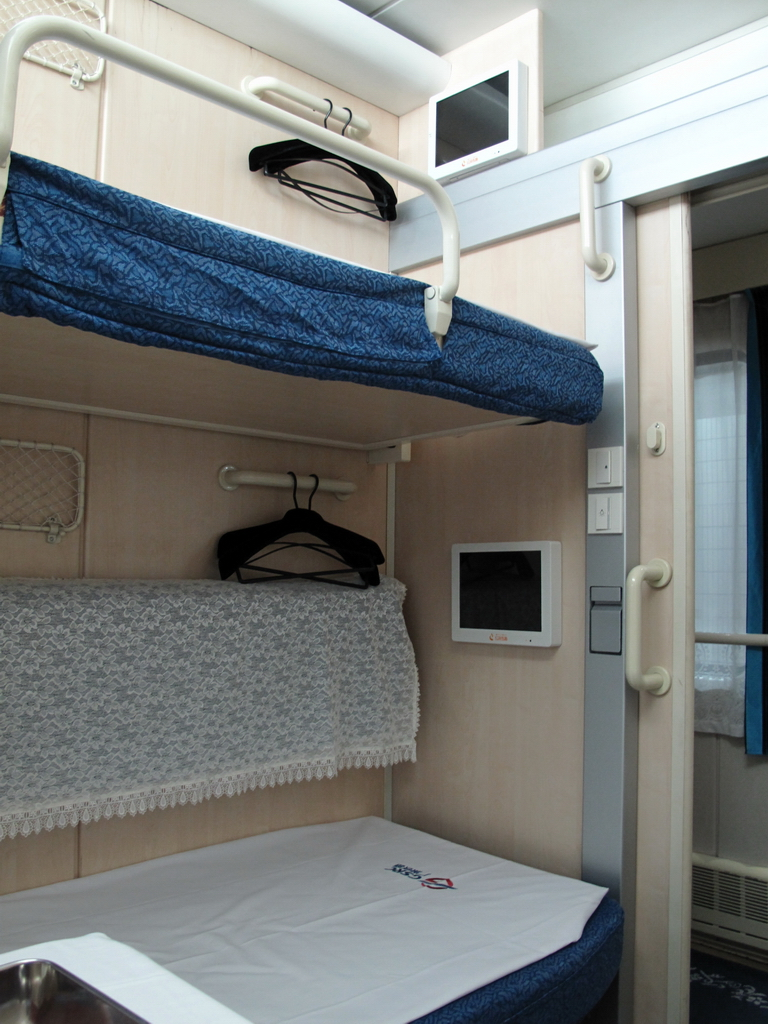
RW19T软卧车包厢内部
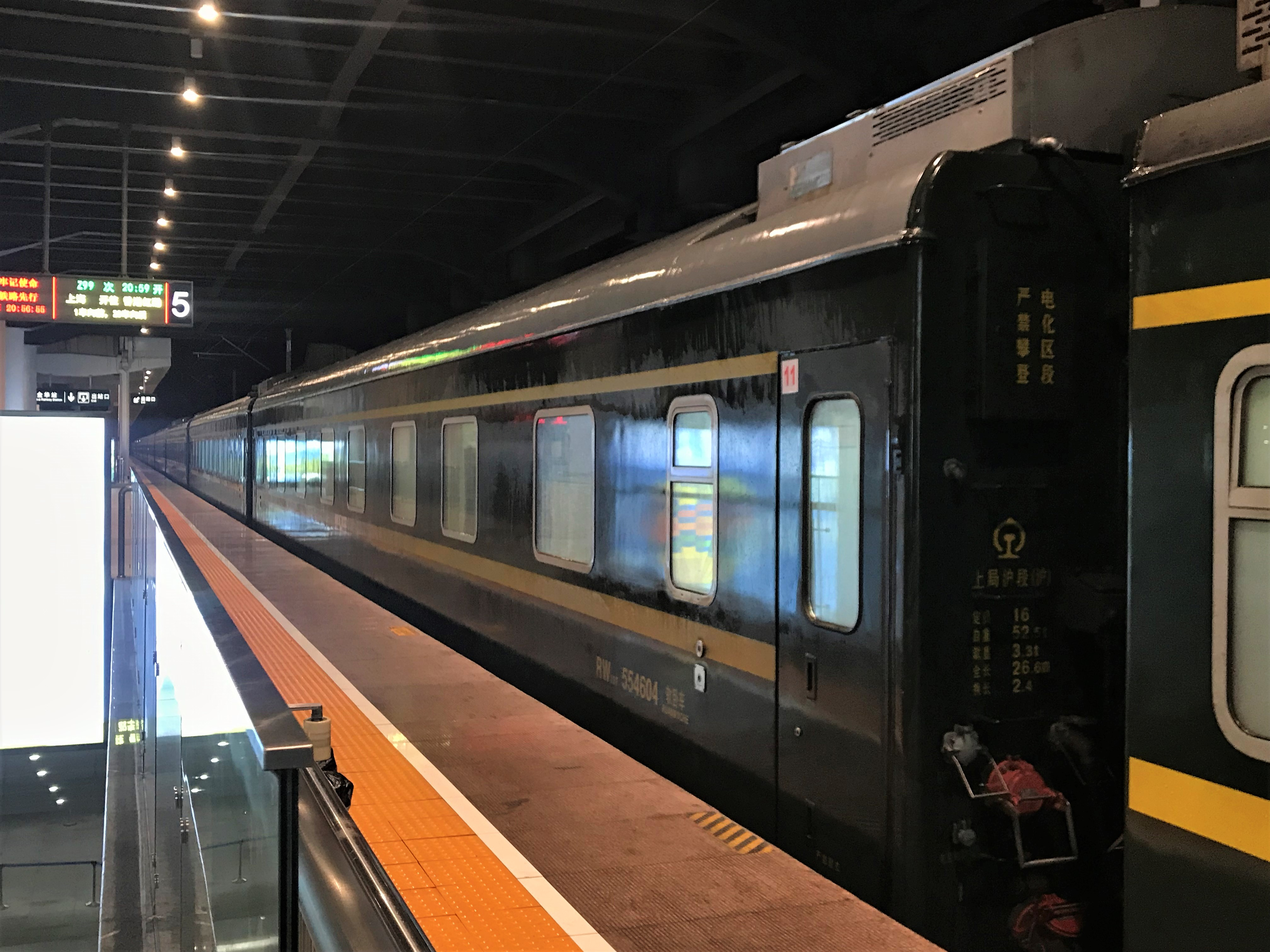
中国铁路用于Z99/100次列车的RW19T软卧车车身标记

## 参看
- 中国铁路客车
- 中国铁路19型客车
- 中国铁路25T型客车
- 复兴号CR200J型电力动车组

## 外部連結
- 中國鐵路客車圖鑑 19系（日文）